# Кошта Кабрал, Антониу Бернарду да
Анто́ниу Берна́рду да Ко́шта Кабра́л (порт. António Bernardo da Costa Cabral; 9 мая 1803, Алгодреш (Форнуш-де-Алгодреш) — 1 сентября 1889, Порту) — португальский государственный деятель, граф Томар.

## Биография
Антониу Бернарду да Кошта Кабрал родился 9 мая 1803 года в местечке Форнуш-ди-Алгодриш. По образованию юрист.
Избранный в 1832 году в кортесы, Кабрал сначала был одним из вождей партии септембристов (радикалов), но вскоре примкнул к придворной партии и в 1838 году был назначен губернатором Лиссабона. Воспользовавшись вызванным его же подстрекательскими действиями восстанием в Порту (1843 год), Кабрал взял на себя отмену конституции 1820 года, за что был пожалован в графы Томар.
Назначенный министром внутренних дел и главой кабинета, Антониу Бернарду да Кошта Кабрал восстановил против себя народ и все партии. Произвол, бремя налогов, расточительство повлекли за собой восстание, распространившееся по всей стране, и в 1846 году Кабрал был вынужден выйти в отставку.
В 1849 году придворная партия снова поставила Кабрала во главе правительства, несмотря на всеобщую ненависть к нему. Маршал Салданья, руководя оппозицией, добился падения Кабрала, который бежал в Англию (1851 год). Позже Кабрал был президентом высшего административного суда.
Антониу Бернарду да Кошта Кабрал умер 1 сентября 1889 года в городе Порту.

## Награды
- Орден Белого орла (1 августа 1850, Российская империя)[2]